# グスタフ・カッセル
カール・グスタフ・カッセル（スウェーデン語: Karl Gustav Cassel, 1866年10月20日 - 1945年1月14日）は、スウェーデンの経済学者。

## 略歴
- 1866年、ストックホルムに生まれる。
- 1895年にウプサラ大学から数学で博士号を取得。
- のちに経済学に関心をもつに至り、ドイツ，およびイギリスで経済学を研究した。ベルンシュタイン，ウェッブ夫妻らと親交を深めた。
- 1904年から1933年までストックホルム大学の教授として教鞭を振るった。
- 1945年、死去。

## 業績
- 『社会政策』（1902）では，ウェッブ夫妻の社会政策論からの強い影響で，労働組合，協同組合，を通じた「高賃金の経済モデル」を指向し，黎明期の社会民主党に対して後のスウェーデン・モデルにつながる論点をいち早く提示した。（出典：グスタフ・カッセル著『社会政策』石原俊時訳，蒼天者出版，ISBN978-4-909560-37-7）
- 主著『社会経済の理論』における理論的枠組みはレオン・ワルラスの一般均衡理論であるが、カッセルは価値・分配論における限界原理を排し、「希少性の原理」によって相対価格を説いた。
- 『利子の本質と必要性』では、オイゲン・フォン・ベーム=バヴェルクの資本理論を批判し、ナッソー・シニアの節欲説を支持した。
- 第一次世界大戦後の経済的混乱期には国際会議で活躍し、外国為替、貨幣政策など国際金融問題の専門家として貢献した。この方面の著書としては『世界の貨幣問題』》などがある。また外国為替相場の決定に関して購買力平価説を提唱したことは有名である。